# Ејафјадлајекидл
Ејафјадлајекидл (исл. Eyjafjallajökull) је један од мањих глечера на Исланду. Налази се северно од Скогара и западно од великог глечера Мирдалсјекидл. Ледена кора глечера скрива вулкан висок 1666 m. Вулкан је од леденог доба имао често ерупције. Вулкан је 2010. имао две ерупције, од 20. марта и од 14. априла. Априлска ерупција је изазвала прекид ваздушног саобраћаја изнад северне Европе. Претходна ерупција је била од 1821. до 1823, а ерупција пре ње је била 1612. Кратер вулакана има пречник од 4 km, a глечера заузима површину од 100 km². У преводу са исландског језика назив глечера значи — „острвско-планински ледник“,
Јужни крај планине је био некад део атлантске обале Исланда. Како се море повукло неких 5 km, на бившој обали остале су стрме литице са бројним водопадима, од којих је најпознатији Скогафос. При јачим ветровима, вода са мањих водопада може бити одувана навише уз планину.

## Ерупције у XVII и XIX веку
Вулкан подно ледника је током претходног периода имао неколико значајних активности, 1612. године и у периоду 1821-1823. година. Ерупција из XIX века прекрила је већи део западног и јужног Исланда слојем вулканске прашине и пепела која је риолитског порекла.

## Ерупција 2010. године
Крајем 2009. године у области ледника Ејафјадлајекидл детектовано је више сеизмичких активности које су произвеле око 1000 трусова јачине 1-2 степени по Рихтеру. 26. фебруара 2010. године магма из гротла вулкана кренула ка површини и изазвала још три хиљаде мањих трусова. Крајем марта долази до мање ерупције 8 километара источно од врха кратера, да би се 14. априла, након кратке паузе, ерупција наставила, али овом приликом из самог кратера. То је изазвало поплаве отопљеног снега и леда и приморало око 800 становника да се евакуише. У висину до 8 километара избачена је велика количина прашине и пепела која се шири према западној Европи и даље према Русији и Балкану. Експлозија и облак који се креће Европом утицао је на обустављање авиосаобраћаја у првом маху у Уједињеном Краљевству, Скандинавији, Аустрији, Француској, Италији, земљама Бенелукса, на Балтику и Русији. 17. априла затворени су и ваздушни простори изнад Хрватске, Босне и Херцеговине, Србије и Црне Горе.

## Ејафјадлајекидл и Катла - Ерупције
У протеклих 1100 година, Ејафјадлајекидл је еруптирао четири пута: 920, 1612, између 1821. и 1823. и 2010. Свака од претходне три ерупције је директно претходила великој ерупцији на оближњем вулкану Катла, скривеног испод глечера. Катла, који је много активнији вулкан, је познат по својим јаким субглацијалним ерупцијама и свом великом резервоару магме, много већем од оног испод Ејафјадлајекидла, које доводе до великог отапања леда и поплава.

## Галерија
- Ејафјадлајекидл 2009. године
- Ерупција вулкана 25. марта 2010.
- Ерупција вулкана 18. априла 2010.